# Гуго Прімоцік
Губерт Георг «Гуго» Прімоцік (нім. Hubert Georg „Hugo“ Primozic; 16 лютого 1914, Бакнанг — 18 березня 1996, Фульда) — німецький офіцер, оберлейтенант вермахту. Кавалер Лицарського хреста Залізного хреста з дубовим листям.

## Біографія
1 квітня 1934 року вступив в 5-й артилерійський полк. В 1936 році переведений в 51-й артилерійський полк, а напередодні Другої світової війни — в 2-у батарею 152-го артилерійського полку. Учасник Польської і Французької кампаній. У квітні 1941 року переведений в частини самохідної артилерії. З травня 1942 року — командир взводу 667-го дивізіону штурмових гармат. У вересні 1942 року зі своєю гарматою знищив під Ржевом 24 радянські танки, причому Прімоцік практикував вогонь по противнику з короткої дистанції. До січня 1943 року на його рахунку були 60 знищених радянських танків. 1 лютого 1943 року направлений на навчання в артилерійський навчальний полк, а потім в училище штурмової артилерії в Бурзі. Наприкінці війни командував батареєю бригади штурмової артилерії «Бург». В травні 1945 року взятий в полон американськими військами. 1 серпня 1945 року звільнений.

## Звання
- Єфрейтор (1 квітня 1935)
- Оберєфрейтор (1 жовтня 1936)
- Унтерофіцер (1 жовтня 1937)
- Вахмістр (5 квітня 1940)
- Обервахмістр (1 вересня 1942)
- Лейтенант (5 лютого 1945)
- Оберлейтенант (16 квітня 1945)

## Нагороди
- Медаль «За вислугу років у Вермахті» 4-го класу (4 роки)
- Залізний хрест
  - 2-го класу (1 вересня 1942)
  - 1-го класу (13 вересня 1942)
- Лицарський хрест Залізного хреста з дубовим листям
  - лицарський хрест (19 вересня 1942) — вручений генерал-майором Куртом Суше.
  - дубове листя (№ 185; 25 січня 1943) — влучений особисто Адольфом Гітлером 4 лютого.
- Нагрудний знак «За поранення» в чорному (23 вересня 1942)
- Нагрудний знак «За участь у загальних штурмових атаках» (24 грудня 1942)